# Aliança Araújo

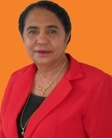
Aliança Araújo

Aliança da Conceição de Araújo (* 28. Mai 1952 in Aileu, Portugiesisch-Timor) Kampfname Hali, ist eine ehemalige osttimoresische Unabhängigkeitsaktivistin. Sie war Parteivorsitzende der Partido Timorense Democrático (PTD).

## Werdegang
Obwohl Araújos Ehemann ein hoher Polizeioffizier der indonesischen Polizei im besetzten Osttimor war, unterstützte sie seit 1990 den Widerstand. Seit dem 9. Februar 1990 versteckte sie immer wieder den FALINTIL-Führer Xanana Gusmão vor den Besatzern in einem Bunker hinter ihrem Haus in Dili. Als Gusmão am 20. November 1992 dort entdeckt und verhaftet wurde, kam auch die gesamte Familie Araújo ins Gefängnis. Aliança wurde gefoltert. Sie übernahm die alleinige Verantwortung für das Verstecken des Widerstandskämpfers und entlastete damit ihren Mann.
Nach dem Abzug der Indonesier saß Araújo für die Partido Nasionalista Timorense (PNT) im Nationalen Übergangsrat (National Consultative Council NCC), im National Council (NC) während der Übergangsverwaltung der Vereinten Nationen für Osttimor und im Nationalparlament Osttimors zwischen 2001 und 2007. Ihr Bruder Abílio Araújo ist der Chef der PNT, Aliança war Vizepräsidentin der Partei. Der zweite Bruder Afonso Redentor Araújo komponierte die Nationalhymne Osttimors. Er wurde von den Indonesiern 1979 gefangen genommen und hingerichtet.
2008 gründete Aliança de Araújo die PTD, die aber bei keiner Wahl Erfolge erzielen konnte.
Bei den Parlamentswahlen 2023 kandidierte Araújo auf Platz 30 der Liste des Congresso Nacional da Reconstrução Timorense (CNRT) von Xanana Gusmão und zog wieder in das Nationalparlament ein. Hier wurde sie Sekretärin der Kommission für Öffentliche Finanzen (Kommission C).

## Auszeichnungen
2016 erhielt Araújo die Medal des Ordem de Timor-Leste.